# قرار مجلس الأمن التابع للأمم المتحدة رقم 661
قرار مجلس الأمن الدولي رقم 661 أحد قرارات مجلس الأمن الدولي والتي صدرت في 6 أغسطس 1990 عن الحالة بين الكويت و العراق. و يدعو هذا القرار إلى حث الدول على وقف التجارة مع العراق، و أعفيت عن هذا القرار المواد الطبية والغذائية و ذلك لأسباب إنسانية. و كانت نتيجة التصويت بموافقة 13 دولة وامتناع كل من كوبا واليمن.

## نص القرار
| قرار مجلس الأمن التابع للأمم المتحدة رقم 661 | إن مجلس الأمن، إذ يعيد تأكيد قراره 660 (1990) المؤرخ 2 آب/ أغسطس 1990، وإذ يساوره بالغ القلق إزاء عدم تنفيذ ذلك القرار ولأن غزو العراق للكويت لا يزال مستمرا ويسبب المزيد من الخسائر في الأرواح ومن الدمار المادي، وتصميماً منه على إنهاء غزو العراق للكويت واحتلاله له، وعلى إعادة سيادة الكويت واستقلالها وسلامتها الإقليمية، وإذ يلاحظ أن حكومة الكويت الشرعية قد أعربت عن استعدادها للامتثال للقرار 660 (1990)، وإذ يضع في اعتباره المسؤوليات الموكلة إليه بموجب ميثاق الأمم المتحدة للحفاظ على السلم والأمن الدوليين، وإذ يؤكد الحق الطبيعي في الدفاع عن النفس فرديا أو جماعيا، وفقا للمادة 51 من الميثاق، ردا على الهجوم المسلح الذي قام به العراق ضد الكويت، وإذ يتصرف وفقا للفصل السابع من الميثاق، 1. يقرر أن العراق لم يمتثل، حتى الآن، للفقرة 2 من القرار 660 (1990) وأنه اغتصب سلطة الحكومة الشرعية في الكويت ؛ 2. يقرر، نتيجة لذلك، اتخاذ التدابير التالية لضمان امتثال العراق للفقرة 2 من القرار 660 (1990) وإعادة السلطة إلى الحكومة الشرعية في الكويت؛ 3. يقرر أن تمنع جميع الدول ما يلي: (أ) استيراد أي من السلع والمنتجات التي يكون مصدرها العراق أو الكويت وتكون مصدرة منهما بعد تاريخ هذا القرار، إلى أقاليمها؛ (ب) أية أنشطة يقوم بها رعاياها أو تتم في أقاليمها ويكون من شأنها تعزيز، أو يقصد بها تعزيز، التصدير أو الشحن العابر لأية سلع أو منتجات من العراق أو الكويت، وأية تعاملات يقوم بها رعاياها أو السفن التي ترفع علمها أو تتم في أقاليمها بشأن أية سلع أو منتجات يكون مصدرها العراق أو الكويت وتكون مصدرة منهما بعد تاريخ هذا القرار، بما في ذلك على وجه الخصوص أي تحويل للأموال إلى العراق أو الكويت لأغراض القيام بهذه الأنشطة أو التعاملات؛ (ج) أية عمليات بيع أو توريد يقوم بها رعاياها أو تتم من أقاليمها أو باستخدام السفن التي ترفع علمها لأية سلع أو منتجات، بما في ذلك الأسلحة أو أية معدات عسكرية أخرى، سواء كان منشؤها في أقاليمها أو لم يكن، ولا تشمل الإمدادات المخصصة بالتحديد للأغراض الطبية والمواد الغذائية المقدمة في ظروف إنسانية، إلى أي شخص أو هيئة في العراق أو الكويت أو إلى أي شخص أو هيئة لأغراض عمليات تجارية يضطلع بها في العراق أو الكويت أو منهما. وأية أنشطة يقوم بها رعاياها أو تتم في أقاليمها ويكون من شأنها تعزيز، أو يقصد بها تعزيز، عمليات بيع أو توريد هذه السلع أو المنتجات، 4. يقرر أن تمتنع جميع الدول عن توفير أية أموال أو أية موارد مالية أو اقتصادية أخرى لحكومة العراق أو لأية مشاريع تجارية أو صناعية أو لأية مشاريع للمرافق العامة في العراق أو الكويت، وأن تمنع رعاياها وأي أشخاص داخل أقاليمها من إخراج أي أموال أو موارد من أقاليمها أو القيام، بأية طريقة أخرى، بتوفير الأموال والموارد لتلك الحكومة، أو لأي من مشاريعها، ومن تحويل أي أموال أخرى إلى أشخاص أو هيئات داخل العراق أو الكويت فيما عدا المدفوعات المخصصة بالتحديد للأغراض الطبية أو الإنسانية والمواد الغذائية المقدمة في الظروف الإنسانية؛ 5. يطلب إلى جميع الدول، بما في ذلك الدول غير الأعضاء في الأمم المتحدة، أن تعمل بدقة وفقا لأحكام هذا القرار بغض النظر عن أي عقد تم إبرامه أو ترخيص تم منحه قبل تاريخ هذا القرار؛ 6. يقرر، وفقا للمادة 28 من النظام الداخلي المؤقت، تشكيل لجنة تابعة لمجلس الأمن تضم جميع أعضائه كي تضطلع بالمهام التالية وتقدم إلى المجلس التقارير المتصلة بعملها مشفوعة بملاحظاتها وتوصياتها: (أ) أن تنظر في التقارير التي سيقدمها الأمين العام عن التقدم المحرز في تنفيذ هذا القرار؛ (ب) أن تطلب من جميع الدول المزيد من المعلومات المتصلة بالإجراءات المتخذة فيما يتعلق بالتنفيذ الفعال للأحكام المنصوص عليها في هذا القرار؛ 7. يطلب إلى جميع الدول أن تتعاون تعاونا تاما مع اللجنة فيما يتعلق بقيامها بمهمتها، بما في ذلك توفير المعلومات التي قد تطلبها اللجنة تنفيذا لهذا القرار؛ 8. يطلب إلى الأمين العام تزويد اللجنة بكل المساعدة اللازمة واتخاذ الترتيبات اللازمة في الأمانة العامة لهذا الغرض؛ 9. يقرر أنه، بغض النظر عن الفقرات من 4 إلى 8 أعلاه، لا يوجد في هذا القرار ما يمنع تقديم المساعدة إلى الحكومة الشرعية في الكويت، ويطلب إلى جميع الدول ما يلي: (أ) اتخاذ تدابير مناسبة لحماية الأصول التي تملكها حكومة الكويت الشرعية ووكالاتها؛ (ب) عدم الاعتراف بأي نظام تقيمه سلطة الاحتلال ؛ 10. يطلب إلى الأمين العام أن يقدم إلى مجلس الأمن تقارير عن التقدم المحرز في تنفيذ هذا القرار، على أن يقدم التقرير الأول خلال ثلاثين يوما؛ 11. يقرر أن يبقي هذا البند في جدول أعماله وأن يواصل بذل الجهود كي يتم إنهاء الغزو العراقي في وقت مبكر. | قرار مجلس الأمن التابع للأمم المتحدة رقم 661 |

## روابط خارجية
- نص القرار من موقع الأمم المتحدة